# Eccellenza Liguria 2023-2024
Il campionato italiano di calcio di Eccellenza regionale 2023-2024 è il trentatreesimo organizzato in Italia. Rappresenta il quinto livello del calcio italiano.

## Stagione
Da quest'anno l'Eccellenza Liguria torna ad essere composta da un girone unico di 16 squadre partecipanti.

### Formula
La formula delle promozioni e retrocessioni sarà così composta: la prima classificata verrà direttamente promossa in Serie D, mentre le squadre classificate dalla 2ª alla 5ª posizione disputeranno il 1º turno dei play off (2ª-5ª e 3ª-4ª); qualora, al termine del campionato, si verifichi un distacco pari o superiore a 7 punti tra le squadre abbinate, il rispettivo incontro di play off non verrà disputato e la squadra meglio classificata al termine del campionato accede direttamente al turno successivo.
Le due vincenti accederanno al 2º turno play-off, che a sua volta determinerà la squadra che parteciperà agli spareggi nazionali. L'ultima classificata retrocederà direttamente in Promozione, assieme alle due sconfitte dai play-out (12ª-15ª e 13ª-14ª, con la stessa regola dei play off per quanto concerne il distacco).

### Squadre partecipanti
| Club                                    | Città                               | Stadio                          | Stagione precedente                            |
| --------------------------------------- | ----------------------------------- | ------------------------------- | ---------------------------------------------- |
| U.S.D. Angelo Baiardo                   | Genova (Molassana)                  | Stadio Guerino Strinati         | 12º posto in Eccellenza                        |
| A.S.D. Arenzano Football Club           | Arenzano (GE)                       | Stadio comunale Nazario Gambino | 11º posto in Eccellenza                        |
| A.S.D. Athletic Club Albaro             | Genova (Albaro)                     | Stadio Tre Campanili            | 10º posto in Eccellenza                        |
| A.S.D. Busalla Calcio                   | Busalla (GE)                        | Stadio Comunale                 | 8º posto in Eccellenza                         |
| A.S.D. Cairese                          | Cairo Montenotte (SV)               | Stadio Cesare Brin              | 3º posto in Eccellenza                         |
| U.S.D. Campomorone Sant'Olcese          | Campomorone (GE)                    | Stadio Begato 9                 | 7º posto in Eccellenza                         |
| A.S.D. Forza e Coraggio 1914            | Portovenere (SP)                    | Stadio Astorre Tanca            | 5º posto in Eccellenza                         |
| A.S.D. Football Genova Calcio           | Genova (Cornigliano)                | Stadio Italo Ferrando           | 6º posto in Eccellenza                         |
| Golfo Paradiso Pro Recco Camogli Avegno | Recco (GE)                          | Stadio San Rocco                | 1º posto in Promozione/B, promossa             |
| A.S.D. Imperia                          | Imperia                             | Stadio Nino Ciccione            | 4º posto in Eccellenza                         |
| A.S.D. Pietra Ligure 1956               | Pietra Ligure (SV)                  | Stadio Giacomo De Vincenzi      | 1º posto in Promozione/A, promossa             |
| S.C.D. Rivasamba H.C.A.                 | Riva Trigoso di Sestri Levante (GE) | Stadio Favole H.C. Andersen     | 9º posto in Eccellenza                         |
| A.C.D. Sammargheritese 1903             | Santa Margherita Ligure (GE)        | Stadio Eugenio Broccardi        | 2º posto in Promozione/B, promossa ai play-off |
| A.S.D. Serra Riccò 1971                 | Serra Riccò (GE)                    | Stadio Negrotto                 | 2º posto in Promozione/A, promossa ai play-off |
| A.S.D. Taggia                           | Taggia (IM)                         | Stadio Marzocchini              | 13º posto in Eccellenza                        |
| S.S.D. Voltrese Vultur                  | Genova (Voltri)                     | Stadio San Carlo Voltri         | 14º posto in Eccellenza, salva ai play-out     |

## Classifica
|  | Pos. | Squadra                 | Pt | G  | V  | N  | P  | GF | GS | DR  |
|  | ---- | ----------------------- | -- | -- | -- | -- | -- | -- | -- | --- |
|  | 1.   | Imperia                 | 67 | 30 | 21 | 4  | 5  | 66 | 28 | +38 |
|  | 2.   | Rivasamba               | 58 | 30 | 16 | 10 | 4  | 63 | 30 | +33 |
|  | 3.   | Cairese                 | 57 | 30 | 17 | 6  | 7  | 55 | 29 | +26 |
|  | 4.   | Pietra Ligure           | 51 | 30 | 14 | 9  | 7  | 49 | 36 | +13 |
|  | 5.   | Arenzano                | 43 | 30 | 11 | 10 | 9  | 48 | 40 | +8  |
|  | 6.   | Athletic Albaro         | 42 | 30 | 12 | 6  | 12 | 36 | 38 | -2  |
|  | 7.   | Genova Calcio           | 40 | 30 | 10 | 10 | 10 | 31 | 34 | -3  |
|  | 8.   | Angelo Baiardo          | 39 | 30 | 11 | 6  | 13 | 46 | 53 | -7  |
|  | 9.   | Campomorone Sant'Olcese | 38 | 30 | 10 | 8  | 12 | 45 | 38 | +7  |
|  | 10.  | Taggia                  | 38 | 30 | 10 | 8  | 12 | 32 | 32 | 0   |
|  | 11.  | Serra Riccò             | 37 | 30 | 10 | 8  | 12 | 38 | 44 | -6  |
|  | 12.  | Voltrese Vultur         | 37 | 30 | 10 | 7  | 13 | 33 | 41 | -8  |
|  | 13.  | Golfo Paradiso          | 37 | 30 | 11 | 4  | 15 | 43 | 61 | -18 |
|  | 14.  | Sammargheritese         | 30 | 30 | 7  | 9  | 14 | 28 | 46 | -18 |
|  | 15.  | Busalla                 | 27 | 30 | 6  | 10 | 14 | 38 | 53 | -15 |
|  | 16.  | Forza e Coraggio 1914   | 12 | 30 | 2  | 7  | 21 | 26 | 80 | -54 |

Legenda:
       Promosso in Serie D 2024-2025.
  Partecipa ai play off.
       Retrocesso in Promozione 2024-2025.
Regolamento:
Tre punti a vittoria, uno a pareggio, zero a sconfitta.
In caso di arrivo di due o più squadre a pari punti, la graduatoria verrà stilata secondo la classifica avulsa tra le squadre interessate che prevede, in ordine, i seguenti criteri:
- Punti negli scontri diretti
- Differenza reti negli scontri diretti
- Differenza reti generale
- Reti realizzate in generale
- Sorteggio

Note:

## Spareggi

### Play-off
|  | Semifinali | Semifinali    | Semifinali |         |   | Finale | Finale | Finale |  |
|  |            |               |            |         |   |        |        |        |  |
|  | 2          | Rivasamba     |            |         |   |        |        |        |  |
|  | 2          | Rivasamba     |            |         |   |        |        |        |  |
|  | 5          |               |            |         |   |        |        |        |  |
|  |            | Rivasamba     | Rivasamba  | 2       |   |        |        |        |  |
|  |            |               |            | 2       |   |        |        |        |  |
|  |            |               | Cairese    | Cairese | 3 |        |        |        |  |
|  | 3          | Cairese       | Cairese    | Cairese | 3 | 2      |        |        |  |
|  | 3          | Cairese       |            |         |   |        |        |        |  |
|  | 4          | Pietra Ligure | 0          |         |   |        |        |        |  |